# Werner Diehl
Werner Diehl (* 1. Juni 1946; † 10. April 2025) war ein deutscher Unternehmer und Aufsichtsratsvorsitzender des Familienunternehmens Diehl Stiftung & Co. KG.

## Leben
Werner Diehl war der älteste dreier Söhne von Karl und Irmgard Diehl aus Nürnberg. Nach dem Studium der Rechtswissenschaften, dem sich eine halbjährige Weiterbildung bei der Industrie- und Handelskammer in São Paulo und ein einjähriges Praktikum bei der Wirtschaftsprüfungsgesellschaft KPMG in München anschlossen, wurde er 1975 als Rechtsanwalt zugelassen. 
Bereits am 1. April 1975 wurde er Prokurist im Familienunternehmen und übernahm als Leiter das Verbindungsbüro zwischen Verwaltungsrat und Zentralverwaltung. Nach weiteren Stationen in den damaligen Bereichen Wehrtechnik und Halbzeug übernahm Werner Diehl 1983 die Leitung der Finanz- und Vermögensverwaltung der Unternehmensgruppe. 1987 übernahm er den Vorsitz in der von seinem Vater gegründeten Karl-Diehl-Stiftung für Menschen in Not. 
Am 15. September 1992 wurde Diehl Mitglied im Verwaltungsrat des Unternehmens und gehörte somit ab 1998 auch dem Aufsichtsrat an. Nach dem Ausscheiden seines Vaters Karl 2002 aus dem Unternehmen wurde er Aufsichtsratsvorsitzender der Gesellschaft. Den Posten des Aufsichtsratsvorsitzenden gab er 2008 an seinem 62. Geburtstag an Claus Mänz-Siebje ab, gehörte dem Aufsichtsrat aber als stellvertretender Aufsichtsratsvorsitzender zusammen mit seinen Brüdern Thomas und Peter weiter an. 
Werner Diehl wohnte in der Schweiz.
Werner Diehl starb am 10. April 2025 im Alter von 78 Jahren, nur wenige Tage nach seinem 50-jährigen Betriebsjubiläum.

## Auszeichnungen
Werner Diehl erhielt am 15. Oktober 2006 aus der Hand des Bayerischen Ministerpräsidenten Edmund Stoiber das Verdienstkreuz am Bande des Verdienstordens der Bundesrepublik Deutschland und den Bayerischen Verdienstorden.